# 布赫霍尔茨 (绍姆堡县)
布赫霍尔茨（德語：Buchholz，發音：[ˈbuːxˌhɔlts] ⓘ）是德国下萨克森州绍姆堡县的市镇，面积1.77平方千米，人口为人。